# The Three Musketeers (película de 1921)
The Three Musketeers (1921) es una película muda americana basada en Los Tres Mosqueteros de Alejandro Dumas. Fue dirigida por Fred Niblo y protagonizada por Douglas Fairbanks como d'Artagnan. La película originalmente tuvo escenas filmadas en color con el proceso "Wyckoff-DeMille". La película tuvo una secuela, La Máscara de Hierro (1929), también protagonizada por Fairbanks como d'Artagnan y DeBrulier como el Cardenal Richelieu.

## Producción
Las peleas de espadas del film están consideradas de las mejores del cine mudo.

El biógrafo de Fairbanks, Jeffrey Vance opina que, "Los Tres Mosqueteros fue el primero de los magníficos históricos de Fairbanks, lleno de diseño y ornamentación. De hecho, el famoso bigote de Fairbanks tiene su origen en esta película

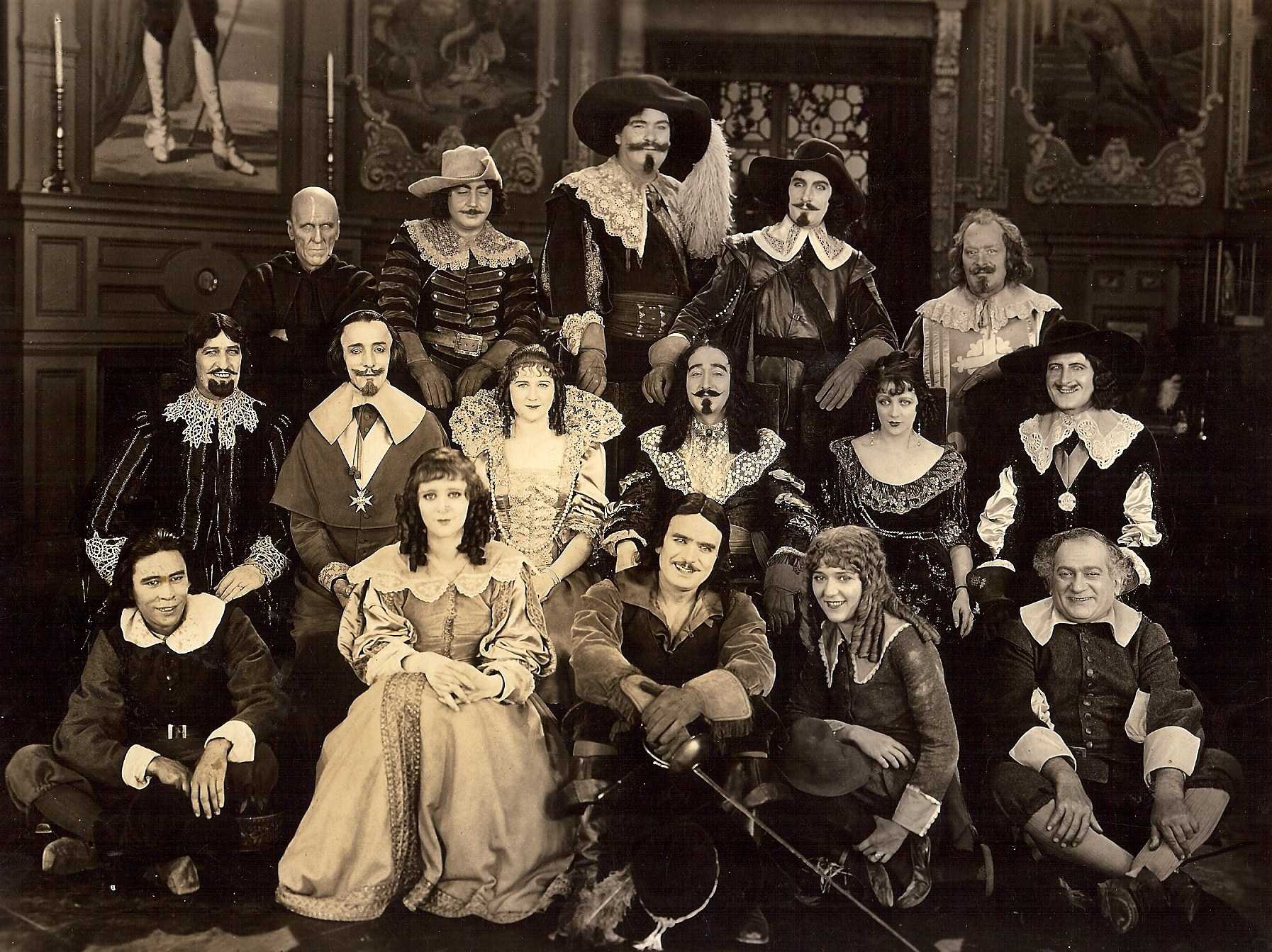
Fila de frente: Charles Stevens, Marguerite De La Motte, Douglas Fairbanks, Mary Pickford (huésped), Sidney Franklin. Segunda fila: Boyd Irwin, Nigel De Brulier, Mary MacLaren, Adolphe Menjou, Barbara La Marr, Thomas Holding. Fila posterior: Lon Poff, Eugene Pallette, George Siegmann, Léon Bary, Willis Robards.

## Reparto
- Douglas Fairbanks como d'Artagnan.
- Léon Bary como  Athos.
- George Siegmann como Porthos.
- Eugene Pallette como Aramis.
- Boyd Irwin como Rochefort.
- Thomas Holding como Duque de Buckingham.
- Sidney Franklin como Monsieur Bonacieux.
- Charles Stevens como Planchet.
- Nigel De Brulier como Cardinal Richelieu.
- Willis Robards como Capitán de Treville.
- Lon Poff como Padre Joseph.
- Mary MacLaren como Reina Ana de Austria.
- Marguerite De La Motte como Constance Bonacieux.
- Barbara La Marr como Milady de Winter.
- Walt Whitman como el padre de d'Artagnan
- Adolphe Menjou como Louis XIII.
- Charles Belcher como Bernajoux.